# Esacus
Esacus là một chi chim trong họ Burhinidae.

## Hình ảnh

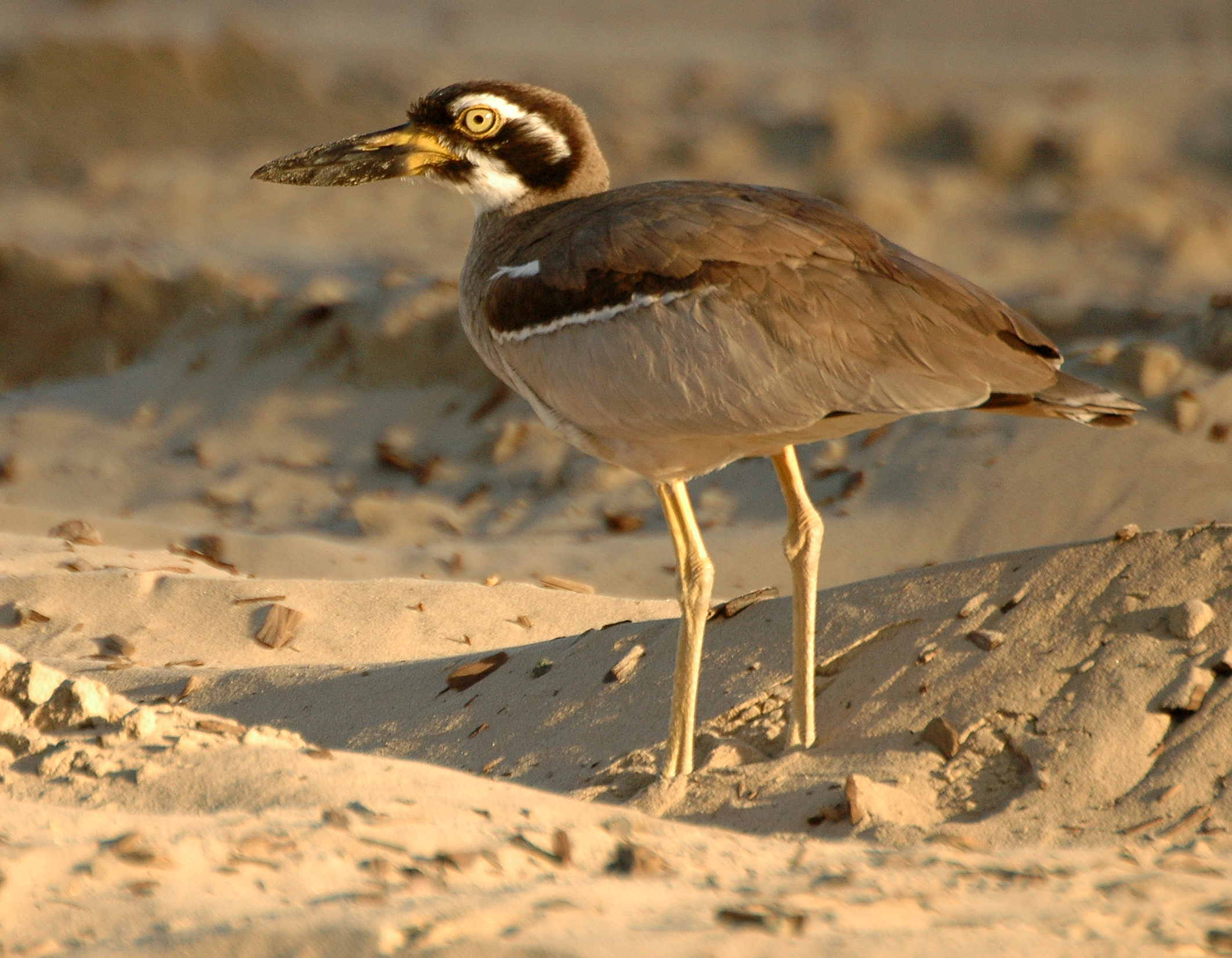
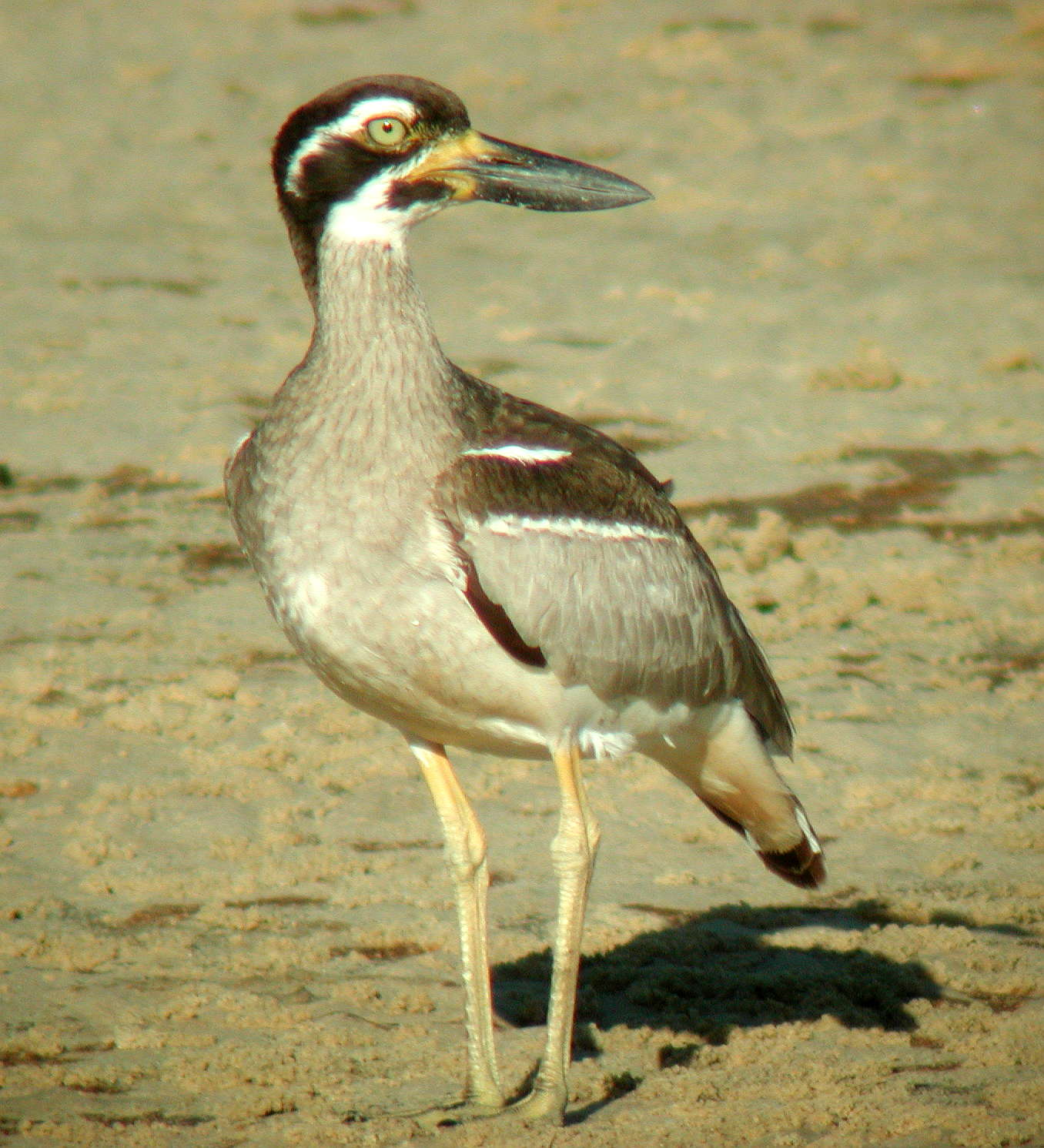